# Evektor-Aerotechnik
La Evektor-Aerotechnik è un'azienda di costruzioni aeronautiche ceca basata nell'aeroporto di Kunovice, nella regione di Zlín della Moravia. La zona è storicamente sede di altre aziende aeronautiche della Repubblica Ceca, le più note delle quali sono la Zlín/Moravan Aviation e la Let Kunovice.
L'azienda nacque nel 1970 come Aerotechnik, occupandosi della costruzione in piccola serie di motoalianti ed autogiri, senza troppa fortuna dato che negli anni 1990 si ridusse ad effettuare la produzione di parti e la manutenzione di aeroplani prodotti da altre aziende. Nel 1999 venne acquisita dallo studio di progettazione Evektor, fondato nel 1991 ed attivo nei campi dell'ingegneria aeronautica ed automobilistica, formando l'attuale compagnia.
Nel 1996, sotto il controllo della Evektor, era già cominciata la produzione di aerei ultraleggeri su licenza ed l'affermazione arrivò nel 1997 con la progettazione e la produzione del biposto EV-97 Eurostar, di costruzione interamente metallica e dotato di ottime prestazioni a fronte di un costo d'acquisto elevato rispetto ad altri velivoli del suo tipo, a cui seguirono i modelli derivati e migliorati SportStar e Melody; in particolare il primo ottenne nel 2004 la certificazione della Federal Aviation Administration quale aeromobile da aviazione generale, decretandone quindi il successo. Infatti, larga parte degli Eurostar/SportStar sono stati immatricolati in Europa e nel resto del mondo come aerei leggeri, rispetto ai quali presentano costi di esercizio molto minori a fronte di prestazioni inferiori ma comunque accettabili, e non come ULM.

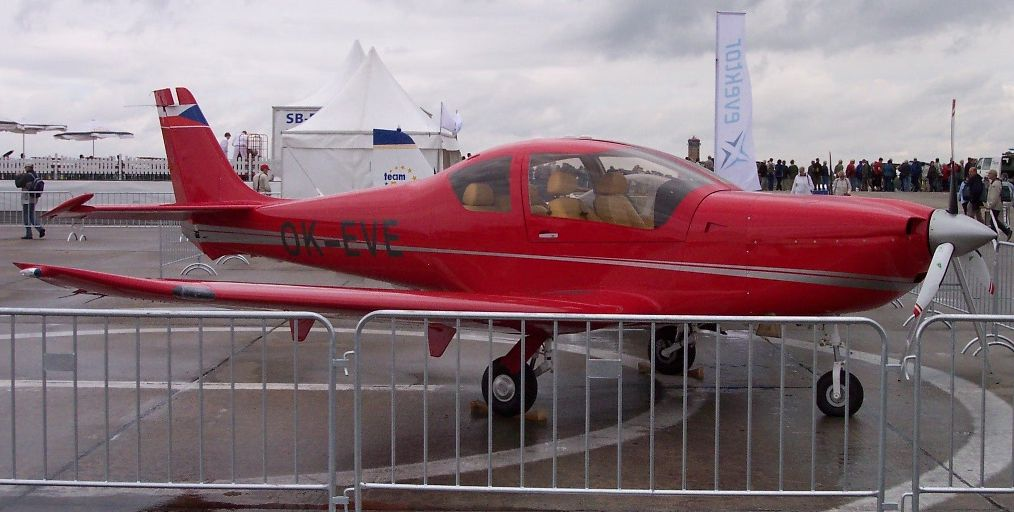
Il VUT 100 Cobra

Il successo di vendite di questi velivoli, che hanno già superato i 1000 esemplari, ha permesso all'azienda di dedicarsi a progetti più ambiziosi, mettendo in produzione il quadriposto VUT 100 Cobra e presentando in volo nel 2011 il modello EV-55 Outback, biturboelica a 14 posti, di cui sono già cominciati gli ordinativi.
L'azienda si occupa anche della progettazione e produzione di parti staccate per l'industria aeronautica e per quella automobilistica.